# ギゾ

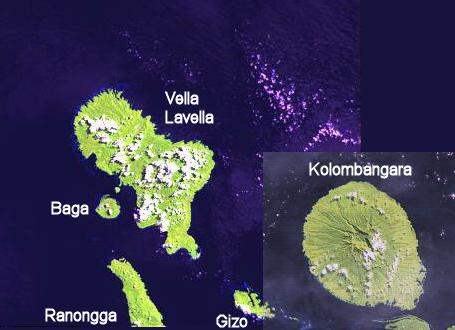
ランドサットによるニュージョージア諸島南西部の画像

ギゾ（Gizo）はソロモン諸島西部州の州都。人口は2019年の推定で5千人。首都ホニアラから380km西北西にあるギゾ島に位置する。より大きなコロンバンガラ島の南西でもある。またギゾの町の東寄りには小さいが舗装された滑走路がある。それによって町は、他の地域の定住地に比べて比較的開発が進んでいる。

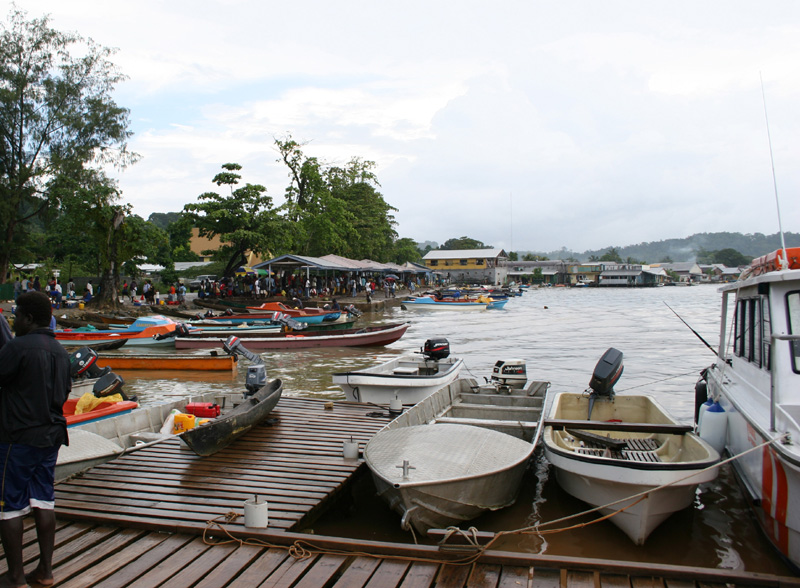
ギゾの海岸地区にある市場の様子（2005年2月）

## PT-109
ギゾはロバート・バラード(Robert Ballards)による「ケネディ乗艇のPT-109を探す」（ナショナル・ジオグラフィック・テレビの特集番組）を撮影する基地となった。エロニ・クマナ(Eroni Kumana)は遭難したジョン・F・ケネディ中尉を見つけた2人の原住民のうちの1人で、その息子が島に住んでいる。ギゾ島の東南にあるプラム・プディング(Plum Pudding)、オラサナ(Olasana)、ナル(Naru)の3つの島にPT-109の生存者がたどり着いた。それらの島は1943年に日本軍によって占領された。

## 2007年の津波
2007年4月2日、町から25マイルしか離れていない場所が震源のマグニチュード8.1の地震が起き、町は津波に襲われた。ギゾ一帯には約4mの津波が押し寄せ、所によっては6mに達した。4月9日付けのまとめではこの地震で死者が少なくとも34人、行方不明者少なくとも7人、負傷者は少なくても100人となった。津波は昼間の時間帯に押し寄せ、津波の前に潮が引いたので人々は高台に避難した。ギゾの北東にあるササムンガ(Sasamunga)村では10mの津波が押し寄せ、家や畠、病院を破壊した。